# Lysionotus heterophyllus
Lysionotus heterophyllus är en tvåhjärtbladig växtart som beskrevs av Adrien René Franchet. Lysionotus heterophyllus ingår i släktet Lysionotus och familjen Gesneriaceae.

## Underarter
Arten delas in i följande underarter:
- L. h. heterophyllus
- L. h. lasianthus
- L. h. mollis